# ブラックジャック777
ブラックジャック777とはネット株式会社が2000年12月に発売したパチスロ機種である。

## 概要
- 業界初となる「ストックタイム」を搭載。ビッグボーナス成立後、33ゲームまたは777ゲームのストックタイム（ST）に突入する。ST中はリプレイ確率が大幅に上昇し、出玉を減らさず消化することが出来る。また成立したボーナスフラグは複数貯留できるようになっており、STを途中終了させることなくST消化後に成立したボーナスを入賞させることができる。逆押しを行うとボーナス絵柄は揃わずリプレイは揃う制御となっているため、ST中プレイヤーは逆押しで消化を行う（ST中、他の役は告知される）。
- STを除けば標準的なスペックではあるがSTによって貯蓄されたボーナスは合法的な1G連荘となる。
- システム上、ボーナス成立はビッグについては完全告知。またST中のボーナスストック数も液晶に表示される。レギュラー成立時は告知されないこともあり、告知を伴わないリーチ目はすべてレギュラー確定である。なおレギュラー成立中、更にボーナスが成立（2個目のストック）すると必ず告知される。このときにビッグが成立してもSTには突入しない。
- 基本的にビッグ成立で100%STに突入するが、ビッグ絵柄入賞がST終了の条件のために成立ゲームで絵柄を揃えてしまうとSTに突入しないということがある。それを防ぐためにビッグ成立ゲームでは「順押しで揃えられる制御」「逆押しで揃えられる制御」を用意し、前者ではレバーオン時にビッグ成立を告知すると共に入賞させないように通知し後者を用意することで完全先告知とならないように配慮されている（成立時の制御が複数あるのは内規を満たすためだとされている）。また、ストックがある状態でビッグが成立してもSTには突入しない。例えばレギュラーが成立しそれが告知される前にビッグが成立した場合はレバーオンと同時に告知されるが、STには突入しない。また、ST中にビッグが成立した場合、既にあるストックにビッグが上乗せになるが、STが伸びたりすることはない。通常時かつストックがない状態でビッグ成立がST突入の条件になる。
- STの振り分けは9割が33ゲームである。777ゲームに当選するのは一日に多くて2回前後であるが、ストック個数次第では一撃数千枚級の増加も可能であった。またストック個数が0であっても、小役の払い出しがあるので777ゲーム消化時点で350枚程度の増加が見込める。
- ST中は順押しでボーナス絵柄を揃え、強制的にSTを終了させることができる。
- この機種は「ボーナス当選で突入し、終了後すぐに全てのボーナスを放出する」というシステムのSTであったが同様のシステムを搭載した機種は数機種出ただけで、さほど展開を見せずに市場から姿を消してしまう。しかし「ボーナスフラグを複数保持する」という画期的なシステムは他メーカーも注目し、以降「ストック機能」と称されて様々な機種が多数のメーカーからリリースされるようになりAT機と共に以降の4号機の主流となっていった。
- 当時の競合機種はアシストタイムによる初の擬似ボーナスを搭載した獣王だった（ATという機能が最初に搭載されたのはゲゲゲの鬼太郎SP、こちらはCT機能の延長のようなものだった）。
- STがメイン基板によるボーナスの連続当選を演出していたのに対し、ATはサブ基板による擬似ボーナスの連続当選を演出していたのが大きな違いである。
- 後継機として、ポーカーゲームがある。こちらはその名の通りポーカー（ビデオポーカー）をモチーフとしており最高で1000ゲームのSTがある他、その振り分けが多彩になっている。ただし、3ゲームで終了するパターンもある。